# British Basketball League
Die British Basketball League (BBL) war eine professionelle Basketballliga für Männer in Großbritannien. Seit ihrer Gründung im Jahr 1987, war die BBL die höchste Spielklasse im Vereinigten Königreich. Die Organisation Basketball League Limited, die den Wettbewerb veranstaltete, wurde im Juli 2024 aufgelöst, nachdem der britische Basketballverband ihre Betriebslizenz gekündigt hatte. Nach der Auflösung wurde sie durch die Super League Basketball ersetzt.
Die BBL betrieb ein Franchise-Modell, bei dem jedes Mitgliedsteam, das einem separaten Franchise-Gebiet zugewiesen war, eine Lizenz vergeben wurde. Zuletzt (2023/24) umfasste die Liga zehn Franchiseteams aus England und Schottland, die gemeinsam Eigentümer der Organisation waren, zusätzlich wurde von den Teams ein Vorsitzender gewählt, der die Geschäftstätigkeiten überwachte. Der Vorsitz der Liga befand sich in Leicester, wo auch die älteste Mannschaft des Landes, die Leicester Riders, beheimatet ist.
Die BBL stand über der englischen National Basketball League und der Scottish Basketball Championship, die praktisch die zweite Liga des Basketballwettbewerbs in Großbritannien bildeten. Aufgrund des Franchise-Modells gab es zwischen den unteren Ligen und der BBL keinen Auf- oder Abstieg, jedoch waren mehrere BBL-Teams zuvor in der National Basketball League angetreten. Zusätzlich zur Meisterschaft der regulären Saison, veranstaltete die BBL auch zwei weitere Wettbewerbe: die BBL Trophy und die BBL Playoffs, am Ende der Saison. Zuvor veranstaltete die Organisation, auch den BBL Cup und BBL Cup Winners' Cup, die allerdings zuletzt 2023 bzw. 2009 ausgetragen wurden. In Zusammenarbeit mit Basketball England, gründete die BBL 2014 die Frauenliga Women's British Basketball League (WBBL).

## Geschichte

### Ursprünge und Gründung
Professioneller Basketball auf nationaler Ebene, wurde in Großbritannien bereits in 1936 gespielt. Die Amateur Basket Ball Association (ABBA) gründete damals den ABBA National Championship, ein K.O.-Turnier mit den regionalen Meistern, aus ganz England und Wales. Ein entsprechender Wettbewerb für Schottland wurde 1947, von der Amateur Basketball Association of Scotland ins Leben gerufen. Da es sich ausschließlich um Amateurmeisterschaften handelte, wurden sie größtenteils von Teams von Universitäten, YMCAs und Stützpunkten der Royal Air Force dominiert. In den 1960er Jahren gab es den Versuch, einen echten nationalen Ligawettbewerb zu etablieren. Auf seinem Höhepunkt nahmen an dem als „Rosebowl“ bekannten Wettbewerb, 16 Mannschaften aus ganz England, Schottland und Wales teil. Im Jahr 1969 gründete Schottland seine eigene Nationalliga, kurz darauf folgte die ABBA in 1972, mit der National Basketball League (NBL).
In den folgenden 15 Jahren wuchs die Popularität des Basketballs in Großbritannien stetig weiter und so auch die Jahreseinnahmen der ABBA (1975 in English Basket Ball Association (EBBA) umbenannt), die von 23.440 Pfund im Jahr 1972, auf 303.500 Pfund im Jahr 1981 anstiegen. Angesichts des gestiegenen kommerziellen Potenzials des Basketballs und der NBL, gewannen immer mehr Investoren Interesse an dem Sport. Auch Fußballvereine wie Manchester United und Portsmouth versuchten, den multimodalen Sportclub nachzubilden, die die europäischen Spitzenteams, wie Real Madrid und Barcelona, schon lange ausübten. Im Jahr 1982 schloss die NBL einen Sendevertrag mit dem neu gegründeten Fernsehsender Channel 4 ab, wodurch die Reichweite der Liga weiter enorm anstieg, da die Spiele nun landesweit zu sehen waren. Der kommerzielle Aufwärtstrend der NBL setzte sich fort, als die EBBA Sponsorenverträge mit großen Unternehmen wie Prudential Insurance, Bell’s Whisky und der Carlsberg Group unterzeichnete und so ein geschätztes Einkommen von 1.196.000 £ erzielte. Das Joint-Venture-Unternehmen, Basketball Marketing Limited, wurde 1982 von der EBBA und den Teambesitzern gegründet, um die Liga gemeinsam bei potenziellen Sponsoren zu vermarkten und Einnahmen aus Fernsehverträgen aufzuteilen; mit der Vereinbarung, dass 40 % der Einnahmen bei der EBBA verbleiben und die restlichen 60 % unter allen Mitgliedsteams aufgeteilt werden.
Im Jahr 1983 wurde die Basketball Owners' Association (BOA), von den Eigentümern, von 9 verschiedenen NBL-Teams gegründet, um deren Interessen zu vertreten, als es zu internen Konflikten hinsichtlich der finanziellen Beziehung zwischen ihnen und der EBBA kam. Kevin Routledge, ein Direktor der Leicester Riders, behauptete damals, dass „man das Gefühl hatte, dass den Männerclubs nicht genügend Aufmerksamkeit geschenkt wurde, insbesondere angesichts der Tatsache, dass sie in puncto Zuschauerzahlen, Sponsoring und Medienattraktivität ganz vorne lagen.“ Dave Elderkin, Manager der Sunderland 76ers, schloss sich dieser Meinung an und wies darauf hin, dass die Sponsoringeinnahmen unter den 650 Mitgliedsvereinen der EBBA aufgeteilt würden. Obwohl die Teams der Division 1 die meisten Sponsoreneinnahmen generierten, erhielten sie nur einen kleinen Teil der Einnahmen. Sunderland erhielt 1986 angeblich nur 2.000 Pfund aus den zentralen Sponsoringeinnahmen.
Im April 1986 machte sich eine Gruppe von Teambesitzern, die mit der Beziehung zur EBBA immer noch unzufrieden waren, daran, einen separaten Wettbewerb zu organisieren, der den Namen British Basketball League erhielt. Die Initiative wurde von John Deacon, dem Eigentümer von Portsmouth, geleitet, der Unterstützung für die neue Liga bei den Mannschaften Bracknell Pirates, Crystal Palace, Edinburgh, Hemel Hempstead & Watford Royals, Kingston und Sunderland mobilisiert hatte, wobei jede Mannschaft eine Startgebühr von 5.000 £ beisteuerte. Allerdings waren nicht alle Teams, von Anfang an mit den neuen Vorschlägen einverstanden, da etablierte Namen wie Birmingham Bullets den Schritt zunächst ablehnten und sich dafür entschieden, in der bestehenden EBBA-Struktur zu bleiben. Die EBBA richtete einen Untersuchungsausschuss ein, um eine Überprüfung durchzuführen und die Bedingungen der Übergabe festzulegen. Währenddessen wurde von den Teambesitzern eine neue Organisation, die Basketball League Limited, gegründet, um die Abläufe des neuen Wettbewerbs zu überwachen.
Die neue Organisation schlug vor, für die Saison 1987/88 einen neuen Ligawettbewerb mit 16 Teams zu starten, der die 13 bestehenden Teams der NBL Division 1 sowie zwei Aufsteiger aus der Division 2 und den schottischen Meister Livingston umfassen würde. Außerdem bestand die Möglichkeit einer zukünftigen Ausweitung auf Schottland und Irland. Einige Berichte deuteten auch darauf hin, dass der in Wales ansässige Verein Rhondda, als potenzieller Neuzugang gehandelt wurde. Weitere Vorschläge für die neue Liga umfassten die Vergabe von Preisgeldern an Wettbewerbssieger, einen neuen ergänzenden Ligapokalwettbewerb für Mitgliedsteams und die Abschaffung des Abstiegs, zwischen der neuen Liga und der NBL Division 2, für die ersten beiden Spielzeiten, um die finanzielle Stabilität ihrer Mitgliedsteams zu fördern; den beiden besten Teams der Division 2, würde weiterhin ein Aufstieg angeboten, vorbehaltlich finanzieller Garantien. Darüber hinaus wären alle Mitgliedsteams der Basketball League Limited gleichberechtigte Anteilseigner der neuen Organisation und berechtigt, an europäischen Wettbewerben teilzunehmen, während die EBBA die Disziplinargewalt und die Ernennung von Schiedsrichtern sowie die vollständige Kontrolle über andere Wettbewerbe, wie etwa den National Cup, behalten würde.
Nach Abschluss der Saison 1986–87 unterzeichnete die EBBA eine formelle Vereinbarung mit der Basketball League Limited und übergab der neuen Organisation die vollständige Kontrolle und Verwaltung des wichtigsten nationalen Basketballwettbewerbs. Die Vereinbarung wurde im Fußballstadion Old Trafford unterzeichnet, der Heimat von Manchester United, dessen Basketballteam in der neu gegründeten Liga antreten würde. Die Vereinbarung zur Gründung der neuen Liga, wurde von Keith Mitchell OBE und Mel Welch, Präsident und Sekretär der EBBA, zusammen mit John Deacon, Vorsitzender der Basketball League Limited, und John Barr, Schatzmeister der neuen Organisation, unterzeichnet.
Beim offiziellen Start wurden die 16 bestätigten Teams, für die neue Liga wie folgt bekannt gegeben:
- Birmingham
- Bolton & Bury Giants
- Bracknell Tigers
- Brunel Crystal Palace
- Calderdale Explorers
- Derby Rams
- Hemel & Watford Royals
- Kingston
- Leicester City Riders
- Livingston
- Manchester United
- Oldham Celtics
- Portsmouth
- Rhondda
- Solent Stars
- Sunderland 76ers

Die neue Liga stand von Anfang an vor Herausforderungen, als Rhondda, das einzige in Wales beheimatete Team der Liga, im August 1987, nur wenige Wochen vor Beginn der neuen Saison, aufgelöst wurde. Der plötzliche Verlust eines Hauptsponsors bedeutete, dass das Team die bevorstehende Kampagne, in der es gegen Teams mit Budgets von bis zu 250.000 Pfund antreten würde, nicht finanzieren konnte. Auch der in London ansässige Verein Brunel Crystal Palace stand außerhalb der Saison vor ähnlichen finanziellen Herausforderungen und war auf der Suche nach zusätzlichen Sponsoren, um seine Ausgaben von 100.000 Pfund zu decken. Trotz dieser Rückschläge konnte die junge Organisation einige kommerzielle Erfolge verzeichnen. Ein neuer dreijähriger Sponsorenvertrag mit der Carlsberg-Gruppe führte dazu, dass der neue Wettbewerb den Namen Carlsberg Basketball League erhielt. Darüber hinaus wurden zusätzliche Namensrechte für die Playoffs und das Tournament of Champions vereinbart, die ebenfalls von Carlsberg gesponsert wurden. Der neu geschaffene Ligapokal wurde nach einem Deal mit der National Westminster Bank, als NatWest Bank Trophy bezeichnet.
Die Spielerimportregeln der EBBA, wonach die Teams nur zwei ausländische „Importspieler“ und einen „eingebürgerten“ britischen Spieler haben durften, wurden auf den neuen Wettbewerb übertragen. Eine kleine Komplikation ergab sich für das in Schottland ansässige Livingston, da durch diese Regelung bedeutete, dass englische Spieler, für in Schottland ansässige Teams, als ausländische Spieler zählten.

### Frühe Jahre und Dominanz der Kingston (1987–1992)
Das erste Spiel der neuen Carlsberg Basketball League in der Saison 1987/88, fand am 13. September 1987 statt, als der in Schottland ansässige Verein Livingston die Oldham Celtics in der Forum Arena in Livingston mit 98:81 besiegte. Das ehemalige Team der Scottish National League, spielte insgesamt eine sehr erfolgreiche Saison. Portsmouth konnte zwar seinen nationalen Meistertitel in der ersten Ligameisterschaft verteidigen und damit an seinen Erfolg aus der vorherigen National Basketball League anknüpfen, unterlag jedoch sowohl im Playoff-Finale (81:72), als auch im Finale um die NatWest Bank Trophy (96:91) deutlich gegen Livingston.

### Wachstum in den 90ern (1992–2002)
In den 1990er Jahren stieg auch die Popularität und Kommerzialisierung der Liga. Spiele wurden im Fernsehen übertragen, und die Liga gewann Sponsoren wie Peugeot, Lego, Playboy und Budweiser. Auch die Zuschauerzahlen stiegen. Die Manchester Giants eröffneten die Saison 1995/96 vor 14.251 Fans in der Nynex Arena gegen die London Leopards, ein Rekordpublikum für ein Basketballspiel in Großbritannien. Dieser Zuschauerrekord blieb bis 2006 bestehen, als die NBA begann, Spiele in der O2 Arena in London auszurichten.
Die Londoner Klubs dominierten die Liga. Mitte der 1990er Jahre waren London Towers, Crystal Palace und die Greater London Leopards die Topmannschaften der Liga. 1999 wurde ein Conference-Format ähnlich der NBA eingeführt, bei dem die Vereine in Nord und Süd aufgeteilt wurden. Die beiden Conference-Champions trafen in einer Championship-Serie aufeinander, um so den Meister zu ermitteln.

### Harte Zeiten (2002–2012)
Im Jahr 2002 kehrte die BBL zum alten Format mit einer einzigen Division zurück und in den darauffolgenden fünf Jahren gewannen fünf verschiedene Franchises den Meistertitel. Das neue Jahrtausend brachte für die BBL allerdings auch eine Reihe von Rückschlägen mit sich. Der Zusammenbruch von ITV Digital kostete die Liga finanzielle Verluste, und viele Franchises hatten Mühe, die entgangenen Einnahmen auszugleichen, die ihnen der 21-Millionen-Pfund-Vertrag einbrachte. Alteingesessene Franchises wie die Manchester Giants, Essex Leopards, Derby Storm, Thames Valley Tigers und Birmingham Bullets zogen sich aus der Liga zurück, allerdings wurden neue Teams unter den Namen Giants und Leopards gegründet. Die Mitgliederkrise führte zur Aufnahme neuer Franchises wie Guildford Heat (gegründet von Anhängern der nicht mehr existierenden Thames Valley Tigers) und ausgewählter Teams aus der unterklassigen englischen National Basketball League, darunter die Plymouth Raiders. Beide Teams sorgten für Aufsehen. Die Guildford Heat konnten sich bereits in ihrer ersten Saison für die Play-offs qualifizieren.
In derselben Saison gewann Newcastle 30 seiner 40 regulären Ligaspiele und sicherte sich damit die Meisterschaft. In der Saison zuvor hatten die Eagles 31 Spiele gewonnen, wo sie in der letzten Woche, nur um zwei Punkte gegen die Chester Jets verloren. Diese Meisterschaft war einer von vier Titeln in der „Clean Sweep“-Saison 2005/06. Die Eagles holten sich anschließend den BBL Cup, die BBL Trophy und die Playoffs, das komplette Set.

### Wiederaufleben, 777 Partners und aktuelle Situation (2012–2024)
In den darauffolgenden Jahren feierten die Newcastle Eagles ununterbrochen Erfolge, die Leicester Riders erlebten einen Wiederaufleben als dominierende Kraft. Das langjährige Franchise-Unternehmen Milton Keynes zog nach London, um für die 2012 Olympia, Vertreter in der Copper Box Arena zu werden. Im selben Jahr kehrte eine Neuauflage der berühmten Manchester Giants in die Liga zurück.
Das Playoff-Finale 2015 fand in der O2 Arena in London statt, nachdem die Wembley Arena zwischen 2012 und 2014 immer wieder ausverkauft war. Die Veranstaltung verzeichnete eine Rekordkulisse von 14.700 Zuschauern.
Seit der BBL-Saison 2016/17 ist der italienische Sportbekleidungshersteller Kappa der exklusive Trikotlieferant aller Teams und ersetzt damit einen vorherigen Vertrag mit Spalding.
Im letzten Jahrzehnt verzeichnete die Liga ein anhaltendes Wachstum, wobei die größten Fortschritte bei den Einrichtungen erzielt wurden. Einige Vereine, darunter Newcastle, Leicester, Sheffield und Caledonia, Manchester, sowie Cheshire und Surrey, haben inzwischen ihre eigene Stadien gebaut und sind in deutlich verbesserte Einrichtungen umgezogen. Plymouth und der jüngste Neuzugang der EBL, die Bristol Flyers, haben Pläne für eigene Arenen angekündigt. In der Saison 2018/19 nahm Großbritannien erstmals seit elf Jahren wieder an europäischen Wettbewerben teil: Leicester trat in der Basketball Champions League und im FIBA Europe Cup an.
Am 2. Dezember 2021 kaufte die in Miami ansässige Investmentfirma 777 Partners 45,5 % der Anteile der Liga. Das Unternehmen investierte 7 Millionen Pfund in die Liga, die auch eine Organisationsreform mit sich brachte, die die Ernennung eines CEOs beinhaltete.
Am 14. Juni 2024 kündigte British Basketball, der nationale Basketballverband Großbritanniens, der Liga die Lizenz. Damit wird die britische Profiliga der Männer, nicht mehr von der derzeitigen Betreibergesellschaft der BBL betrieben. British Basketball nannte finanzielle Bedenken als Hauptgrund für die Entscheidung und versprach Übergangsmaßnahmen zu ergreifen, um die Durchführung der Saison 2024/25 sicherzustellen.

## Mannschaften

### Mannschaften (finale Saison 2023/24)
| Mannschaft             | Standort            | Arena                      | Kapazität | Gegründet | Aufgenommen |
| ---------------------- | ------------------- | -------------------------- | --------- | --------- | ----------- |
| Bristol Flyers         | Bristol             | SGS College Arena          | 750       | 2006      | 2014        |
| Caledonia Gladiators   | East Kilbride       | Playsport Arena            | 1,800     | 1998*     | 1998*       |
| Cheshire Phoenix       | Ellesmere Port      | Cheshire Oaks Arena        | 1,400     | 1984      | 1991        |
| Leicester Riders       | Leicester           | Mattioli Arena             | 2,400     | 1967      | 1987        |
| London Lions           | London (Stratford)  | Copper Box Arena           | 6,000     | 1977*     | 1987        |
| Manchester Giants      | Manchester          | National Basketball Centre | 2,000     | 2012      | 2012        |
| Newcastle Eagles       | Newcastle upon Tyne | Vertu Motors Arena         | 2,800     | 1976*     | 1987        |
| Plymouth City Patriots | Plymouth            | Plymouth Pavilions         | 1,500     | 2021      | 2021        |
| Sheffield Sharks       | Sheffield           | Canon Medical Arena        | 2,500     | 1991      | 1994        |
| Surrey Scorchers       | Guildford           | Surrey Sports Park         | 1,000     | 2005      | 2005        |

1. Ein Sternchen (*) kennzeichnet einen Franchise-Wechsel.
2. Die Hemel & Watford Royals, die Leicester City Riders und die Sunderland 76ers spielten alle, in der ehemaligen höchsten Liga, der NBL, bevor sie 1987 in die BBL wechselten.
3. Die Cheshire Jets und die Sheffield Sharks stiegen 1991 bzw. 1994 aus der NBL auf.
4. Die Bristol Flyers (2014) haben eine Franchise-Lizenz für die BBL erworben, nachdem sie zuvor in der EBL gespielt hatten.

### Expansionsteams
Die letzte Erweiterung fand 2014 statt, als die Liga die Teams, Bristol Flyers und Leeds Carnegie, in die Organisation aufnahm. Ein Antrag eines dritten Teams, der in Edinburgh ansässigen East Scotland Warriors, wurde in der Schlussphase aufgrund von Bedenken hinsichtlich der finanziellen Unterstützung abgelehnt. Die Plymouth City Patriots wurden für die Saison 2021/22 als direkter Ersatz für die Plymouth Raiders, die sich vor Saisonbeginn zurückgezogen hatten, in die Liga aufgenommen.
Bis 2023 hat die Liga keine bestätigten Pläne, weitere Teams in neuen Städten oder an neuen Standorten zu gründen. Es gibt jedoch Interessenten aus Belfast, Birmingham, Cardiff, Dublin, Leeds und Liverpool, die die Gründung eines möglichen Expansions-Franchise in Erwägung ziehen. Im Jahr 2022 berichteten Medien auch über das Interesse eines in Birmingham ansässigen Konsortiums, zu dem auch der ehemalige NBA-Star und Hall of Famer Hakeem Olajuwon gehörte, sowie über zusätzliches Interesse der Stadt Edinburgh und des NBL-Topteam Reading Rockets. Von diesen interessierten Städten haben Birmingham, Edinburgh, Leeds und Liverpool seit 1987 alle irgendwann einmal ein BBL-Team beherbergt.

## Unternehmensstruktur
Die Liga war ein unabhängiges Unternehmen im Besitz ihrer Mitgliedsvereine und der in Miami ansässigen Investmentfirma 777 Partners, die im Dezember 2021 45,5 % der Anteile der Liga erwarb und 7 Millionen Pfund investierte. Jeder Verein bzw. jedes Franchise hielt nun einen Anteil von jeweils 5,45 %. Der achtköpfige Vorstand besteht aus einem unabhängigen Vorsitzenden, unabhängigen nicht geschäftsführende Mitglieder, Investor Direktoren und einer Minderheitsvertretung der BBL-Club-Direktoren. Sir Rodney Walker ist der derzeit gewählte Vorsitzende.
Aus finanziellen Gründen, entzog am 14. Juni 2024  British Basketball, der nationale Basketballverband Großbritanniens, der Liga die Lizenz.

### Vorsitzende
- John Deacon (1987 bis 1988)
- Kevin Routledge (1988 bis 2002)
- Vince Macaulay (2002 bis 2006)
- Paul Blake (2006 bis 2013)
- Ed Percival (2013 bis 2015)
- Sir Rodney Walker (2016 bis 2024)

## Wettbewerbe
- BBL Championship
- BBL Playoffs
- BBL Cup
- BBL Trophy

## Nennenswerte Spieler
Britische Spieler
- Kieron Achara
- John Amaechi
- Matthew Bryan-Amaning
- Steve Bucknall
- Daniel Clark
- Dave Gardner
- Myles Hesson
- Roger Huggins
- Colin Irish
- Kyle Johnson
- Iain MacLean
- Richard Midgley
- Luke Nelson
- Gabe Olaseni
- Peter Scantlebury
- Ovie Soko
- Drew Sullivan

Eingebürgerte Spieler
- Flinder Boyd
- Alton Byrd
- Alan Cunningham
- Tony Dorsey
- Fabulous Flournoy
- Danny Lewis
- Byron Mullens
- Terrell Myers
- Tarik Phillip
- Kareem Queeley
- Nate Reinking
- Billy Singleton
- Charles Smith
- Lynard Stewart
- Tony Windless

Internationale Spieler
- Julius Hodge
- Greg Francis
- Skouson Harker
- Ricardo Greer
- Kosta Koufos
- Darjuš Lavrinovič
- Kšyštof Lavrinovič
- Pero Cameron
- Miye Oni
- Olumide Oyedeji
- Robert Churchwell
- Charles Claxton
- Terry Crosby
- Sam Dekker
- Richard Dumas
- Chuck Evans
- Chris Finch
- Donte Grantham
- Kenny Gregory
- Phil Handy
- DeAndre Liggins
- Loren Meyer
- Dwayne Morton
- David Nwaba
- Nick Nurse
- Craig Robinson
- Dennis Rodman
- Andre Smith
- Jordan Taylor
- Daryl Thomas
- Clyde Vaughan
- Jerry Williams
- Voise Winters

## Titelträger

### Meisterschaften

#### Aktuelle Klubs
| Klub                   | Meister | Vizemeister | Letzter Meistertitel |
| ---------------------- | ------- | ----------- | -------------------- |
| Newcastle Eagles       | 7       | 6           | 2014/15              |
| Leicester Riders       | 6       | 4           | 2021/22              |
| Sheffield Sharks       | 4       | 5           | 2002/03              |
| London Lions           | 3       | 2           | 2023/24              |
| Cheshire Phoenix       | 2       | 2           | 2004/05              |
| Surrey Scorchers       | 1       | 1           | 2006/07              |
| Caledonia Gladiators   | 0       | 1           | —                    |
| Bristol Flyers         | —       | —           | —                    |
| Manchester Giants      | —       | —           | —                    |
| Plymouth City Patriots | —       | —           | —                    |

### Historie
| Saison  | Meister              | Vizemeister          | Dritter              |
| ------- | -------------------- | -------------------- | -------------------- |
| 1987/88 | Portsmouth           | Kingston Kings       | Murray Livingston    |
| 1988/89 | Glasgow Rangers      | Murray Livingston    | Bracknell Tigers     |
| 1989/90 | Kingston Kings       | Manchester Giants    | Sunderland 76ers     |
| 1990/91 | Kingston Kings       | Sunderland Saints    | Thames Valley Tigers |
| 1991/92 | Kingston Kings       | Thames Valley Tigers | Worthing Bears       |
| 1992/93 | Worthing Bears       | Thames Valley Tigers | London Towers        |
| 1993/94 | Thames Valley Tigers | Worthing Bears       | Manchester Giants    |
| 1994/95 | Sheffield Sharks     | Thames Valley Tigers | London Towers        |
| 1995/96 | London Towers        | Sheffield Sharks     | Birmingham Bullets   |
| 1996/97 | Leopards             | London Towers        | Sheffield Sharks     |
| 1997/98 | Leopards             | Birmingham Bullets   | Newcastle Eagles     |
| 1998/99 | Sheffield Sharks     | Manchester Giants    | London Towers        |

| Saison  | Nordmeister       | Nordvizemeister  | Südmeister    | Südvizemeister          |
| ------- | ----------------- | ---------------- | ------------- | ----------------------- |
| 1999/00 | Manchester Giants | Sheffield Sharks | London Towers | Thames Valley Tigers    |
| 2000/01 | Sheffield Sharks  | Chester Jets     | London Towers | Greater London Leopards |
| 2001/02 | Chester Jets      | Sheffield Sharks | London Towers | Brighton Bears          |

| Saison  | Meister                                     | Vizemeister                                 | Dritter                                     |
| ------- | ------------------------------------------- | ------------------------------------------- | ------------------------------------------- |
| 2002/03 | Sheffield Sharks                            | Brighton Bears                              | Chester Jets                                |
| 2003/04 | Brighton Bears                              | Sheffield Sharks                            | London Towers                               |
| 2004/05 | Chester Jets                                | Newcastle Eagles                            | London Towers                               |
| 2005/06 | Newcastle Eagles                            | Scottish Rocks                              | Sheffield Sharks                            |
| 2006/07 | Guildford Heat                              | Sheffield Sharks                            | Newcastle Eagles                            |
| 2007/08 | Newcastle Eagles                            | Guildford Heat                              | Plymouth Raiders                            |
| 2008/09 | Newcastle Eagles                            | Mersey Tigers                               | Leicester Riders                            |
| 2009/10 | Newcastle Eagles                            | Sheffield Sharks                            | Glasgow Rocks                               |
| 2010/11 | Mersey Tigers                               | Newcastle Eagles                            | Sheffield Sharks                            |
| 2011/12 | Newcastle Eagles                            | Leicester Riders                            | Worcester Wolves                            |
| 2012/13 | Leicester Riders                            | Newcastle Eagles                            | Glasgow Rocks                               |
| 2013/14 | Newcastle Eagles                            | Sheffield Sharks                            | Worcester Wolves                            |
| 2014/15 | Newcastle Eagles                            | Leicester Riders                            | Worcester Wolves                            |
| 2015/16 | Leicester Riders                            | Newcastle Eagles                            | Sheffield Sharks                            |
| 2016/17 | Leicester Riders                            | Newcastle Eagles                            | Glasgow Rocks                               |
| 2017/18 | Leicester Riders                            | London Lions                                | Newcastle Eagles                            |
| 2018/19 | London Lions                                | Leicester Riders                            | Newcastle Eagles                            |
| 2019/20 | Saison wegen der COVID-19 Pandemie abgesagt | Saison wegen der COVID-19 Pandemie abgesagt | Saison wegen der COVID-19 Pandemie abgesagt |
| 2020/21 | Leicester Riders                            | London Lions                                | Plymouth Raiders                            |
| 2021/22 | Leicester Riders                            | Sheffield Sharks                            | London Lions                                |
| 2022/23 | London Lions                                | Leicester Riders                            | Bristol Flyers                              |
| 2023/24 | London Lions                                | Cheshire Phoenix                            | Caledonia Gladiators                        |

### Playoff Finale
| Saison  | Sieger             | Punktestand | Zweiter              | Spielort                   | MVP               |
| ------- | ------------------ | ----------- | -------------------- | -------------------------- | ----------------- |
| 1987/88 | Livingston         | 81:72       | Portsmouth           | Wembley Arena              | Graeme Hill       |
| 1988/89 | Glasgow Rangers    | 89:86       | Livingston           | National Exhibition Centre | Alan Cunningham   |
| 1989/90 | Kingston           | 87:82       | Sunderland 76ers     | National Exhibition Centre | Alan Cunningham   |
| 1990/91 | Kingston           | 94:72       | Sunderland Saints    | National Exhibition Centre | Alton Byrd        |
| 1991/92 | Kingston           | 84:67       | Thames Valley Tigers | Wembley Arena              | Russ Saunders     |
| 1992/93 | Worthing Bears     | 75:74       | Thames Valley Tigers | Wembley Arena              | Cleave Lewis      |
| 1993/94 | Worthing Bears     | 71:65       | Guildford Kings      | Wembley Arena              | Colin Irish       |
| 1994/95 | Worthing Bears     | 77:73       | Manchester Giants    | Wembley Arena              | Alan Cunningham   |
| 1995/96 | Birmingham Bullets | 89:72       | London Towers        | Wembley Arena              | Tony Dorsey       |
| 1996/97 | London Towers      | 89:88       | Leopards             | Wembley Arena              | Keith Robinson    |
| 1997/98 | Birmingham Bullets | 78:75       | Thames Valley Tigers | Wembley Arena              | Tony Dorsey       |
| 1998/99 | London Towers      | 82:71       | Thames Valley Tigers | Wembley Arena              | Danny Lewis       |
| 1999/00 | Manchester Giants  | 74:65       | Birmingham Bullets   | Wembley Arena              | Tony Dorsey       |
| 2000/01 | Leicester Riders   | 84:75       | Chester Jets         | Wembley Arena              | Larry Johnson     |
| 2001/02 | Chester Jets       | 93:82       | Sheffield Sharks     | Wembley Arena              | John McCord       |
| 2002/03 | Scottish Rocks     | 83:76       | Brighton Bears       | National Indoor Arena      | Shawn Myers       |
| 2003/04 | Sheffield Sharks   | 86:74       | Chester Jets         | National Indoor Arena      | Lynard Stewart    |
| 2004/05 | Newcastle Eagles   | 78:75       | Chester Jets         | National Indoor Arena      | Drew Sullivan     |
| 2005/06 | Newcastle Eagles   | 83:68       | Scottish Rocks       | National Indoor Arena      | Fabulous Flournoy |
| 2006/07 | Newcastle Eagles   | 95:82       | Scottish Rocks       | Metro Radio Arena          | Olu Babalola      |
| 2007/08 | Guildford Heat     | 100:88      | Milton Keynes Lions  | National Indoor Arena      | Daniel Gilbert    |
| 2008/09 | Newcastle Eagles   | 87:84       | Everton Tigers       | National Indoor Arena      | Trey Moore        |
| 2009/10 | Everton Tigers     | 80:72       | Glasgow Rocks        | National Indoor Arena      | Kevin Bell        |
| 2010/11 | Mersey Tigers      | 79:74       | Sheffield Sharks     | National Indoor Arena      | James Jones       |
| 2011/12 | Newcastle Eagles   | 71:62       | Leicester Riders     | National Indoor Arena      | Charles Smith     |
| 2012/13 | Leicester Riders   | 68:57       | Newcastle Eagles     | Wembley Arena              | Jay Cousinard     |
| 2013/14 | Worcester Wolves   | 90:78       | Newcastle Eagles     | Wembley Arena              | Zaire Taylor      |
| 2014/15 | Newcastle Eagles   | 96:84       | London Lions         | O2 Arena                   | Rahmon Fletcher   |
| 2015/16 | Sheffield Sharks   | 84:74       | Leicester Riders     | O2 Arena                   | Mike Tuck         |
| 2016/17 | Leicester Riders   | 84:63       | Newcastle Eagles     | O2 Arena                   | Pierre Hampton    |
| 2017/18 | Leicester Riders   | 81:60       | London Lions         | O2 Arena                   | TrayVonn Wright   |
| 2018/19 | Leicester Riders   | 93:61       | London City Royals   | O2 Arena                   | Timothy Williams  |
| 2020/21 | Newcastle Eagles   | 68:66       | London Lions         | Morningside Arena          | Cortez Edwards    |
| 2021/22 | Leicester Riders   | 78:75       | London Lions         | O2 Arena                   | Geno Crandall     |
| 2022/23 | London Lions       | 88:80       | Leicester Riders     | O2 Arena                   | Jordan Taylor     |
| 2023/24 | London Lions       | 88:85       | Cheshire Phoenix     | O2 Arena                   | Sam Dekker        |